# Tshilenge
Tshilenge est une localité, chef-lieu du territoire éponyme  de la province du Kasaï oriental en république démocratique du Congo.  

## Géographie
Elle est située sur la route nationale RN 2 à 23 km au sud-est du chef-lieu provincial Mbuji-Mayi.

## Histoire
En juin 2013, la localité se voit conférer le statut de ville ou cité, constituée de trois communes : Kampatshi, Tshikalenga et Inga. Ce statut ne sera pas maintenu lors de la réforme administrative mise en place en 2015.

## Administration
Chef-lieu territorial de 13 590 électeurs recensés en 2018, la localité a le statut de commune rurale de moins de 80 000 électeurs, elle compte 7 conseillers municipaux en 2019.

## Population
Le recensement de la population date de 1984,.
| 1984 | 2004   | 2012   |
| ---- | ------ | ------ |
| -    | 67 044 | 84 651 |